# 기술대학
기술대학은 「고등교육법」제55조에 따라 산업체 근로자가 산업현장에서 전문적인 지식·기술의 연구·연마를 위한 교육을 계속하여 받을 수 있도록 함으로써 이론과 실무능력을 고루 갖춘 전문인력을 양성하기 위해서 설립하는 대학이다. 한진그룹에서 설립한 정석대학이 유일한 기술대학이다.

## 학위과정
기술대학에는 전문학사학위과정과 학사학위과정을 두며, 각 과정의 수업연한은 2년이다.

## 입학자격
전문학사학위과정에는 고등학교 졸업 또는 이와 같은 수준 이상의 학력이 있어야 하고, 학사학위과정에는 전문대학 졸업 또는 이와 같은 수준 이상의 학력이 있어야 하며, 공통적으로 산업체에서 6개월 이상 근무하고 있어야 한다.

## 같이 보기
- 사내대학
- 과학기술대학